# IJsschots

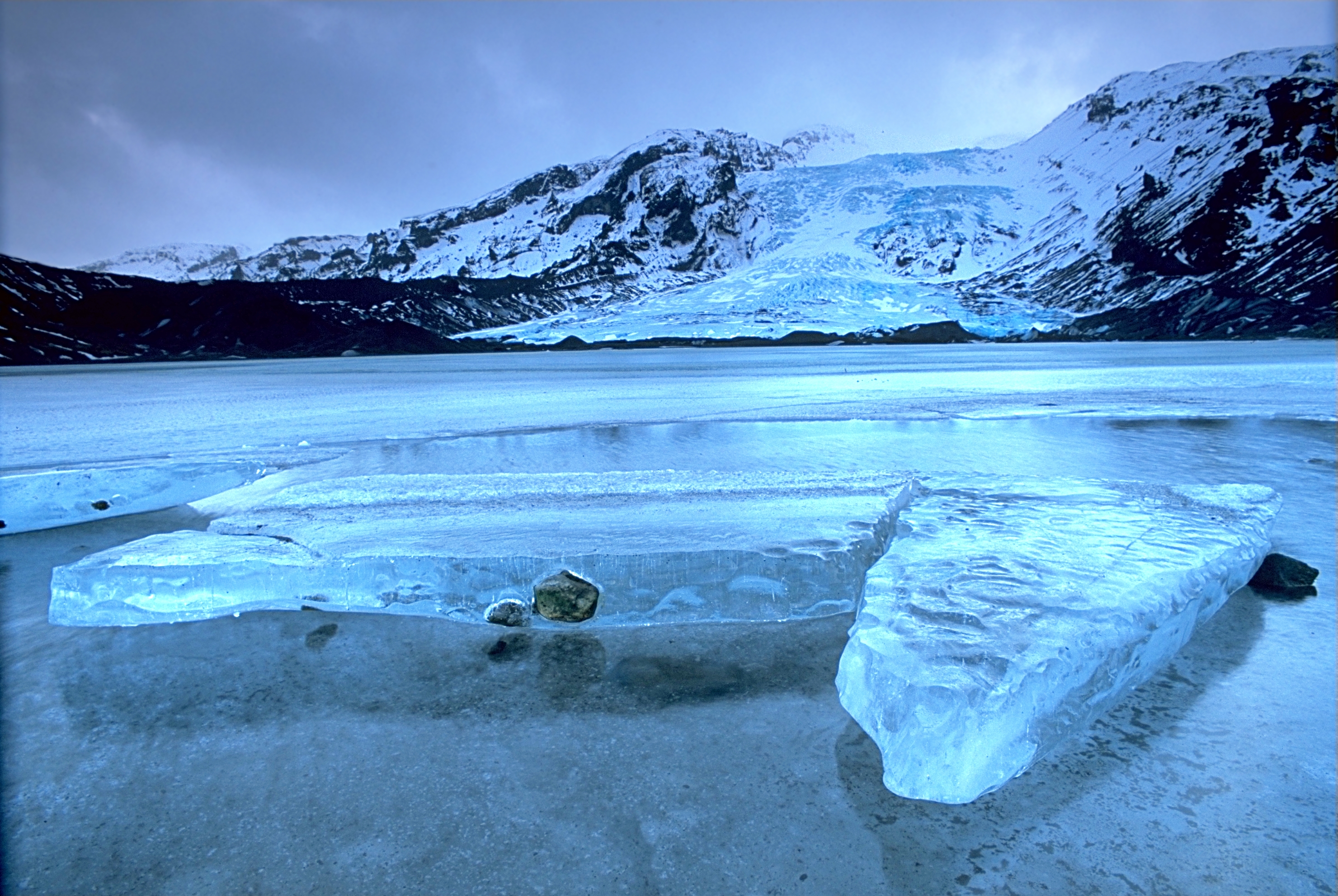
IJsschollen met op de achtergrond de Eyjafjallajökullgletsjer

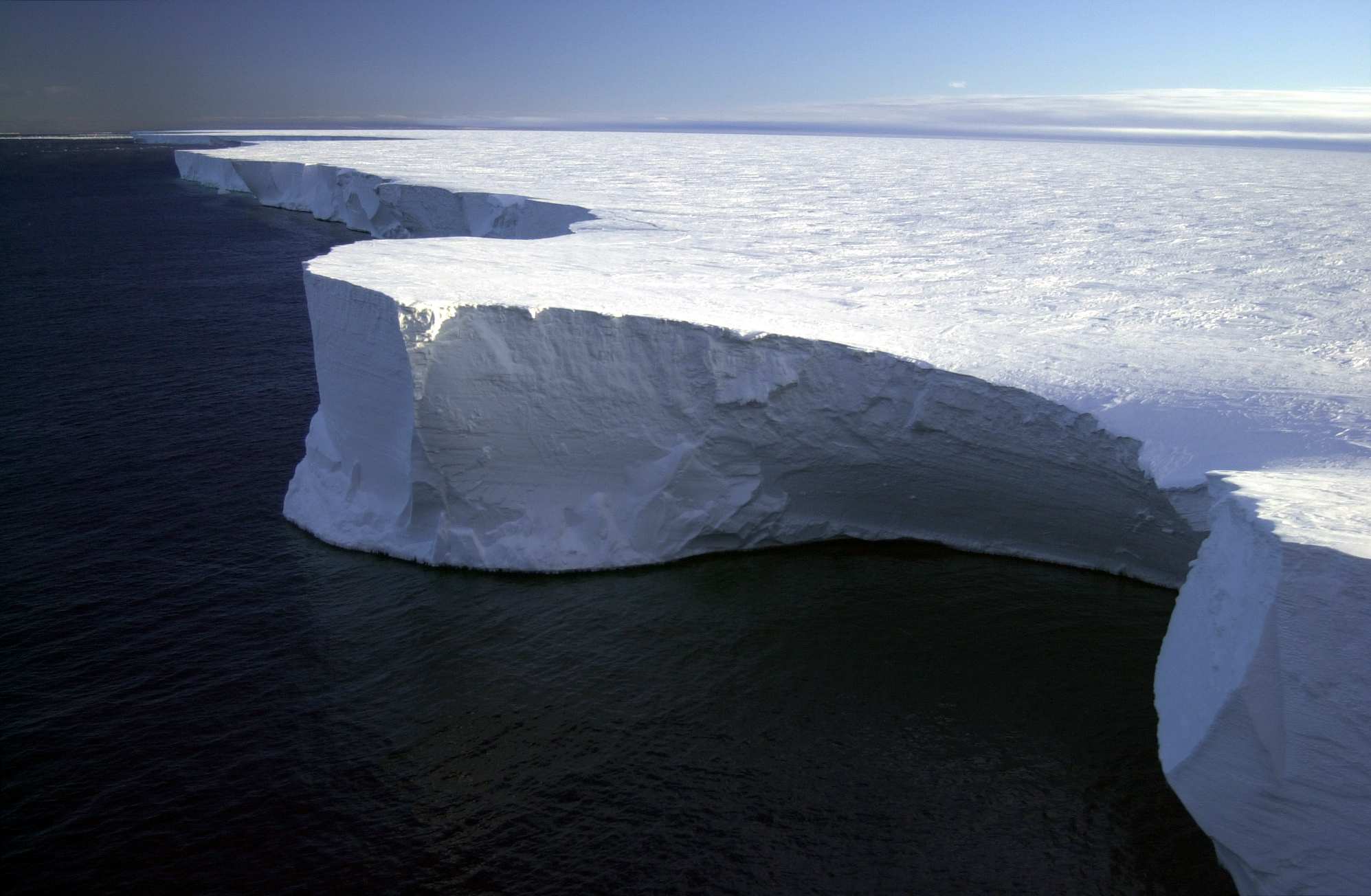
De B-15 ijsschots

Een ijsschots of ijsschol is een stuk drijfijs dat ontstaat bij de opwarming en het uiteendrijven van voorheen aaneengesloten ijsvlakten rond de polen of op rivieren, zeeën en andere wateren. Ook de enorme ijsbergen en ijsplateaus (schelfijs), die afbreken van de ijskappen op en rond het vasteland in de Arctis of Antarctis (Zuidelijke Oceaan) worden soms als 'ijsschotsen' aangeduid.

## IJsschotsen op zee
Een ijsschots op zee is gewoonlijk een apart bepaald type ijsberg. Deze ijsschotsen zijn plat en hebben steile hellingen langs de randen. Ze ontstaan doordat stukken van een ijsplateau (zoals bijvoorbeeld het Rossijsplateau) afbreken. Een ijsschots kan kilometers lang worden. De extreme varianten komen vooral rond Antarctica voor. In tegenstelling tot het noordelijk halfrond zijn ijsbergen hier niet aan seizoenen gebonden en komen ze het hele jaar voor.
De grootste ijsschots die tot op heden is gezien, werd in 1956 waargenomen in de buurt van Antarctica en mat 335 bij 97 kilometer en had een oppervlakte van ongeveer 31.000 km² (ongeveer even groot als België).
In maart 2000 maakte een ijsschots van 122 kilometer lengte en 27 kilometer breedte zich los van het Rossijsplateau (Antarctica). Deze werd IJsberg B-15 genoemd. Deze botste vervolgens met de Drygalski-ijstong waarna een stuk van 8 km² van de ijstong afbrak. Deze schots is in de loop van de tijd verbrokkeld. In november 2006 werden delen van B-15 in de buurt van het Nieuw-Zeelandse Timaru aangetroffen.
Een bekende ijsschots is het Pobeda-ijseiland. Deze ijsschots ontstaat elke 40 tot 50 jaar opnieuw voor de kust van Koningin Maudland, doordat de Denmangletsjer (onderdeel van het Shackletonijsplateau) te lang is geworden en afbreekt. Het ijseiland heeft dan een grootte van circa 1,500 km². Het drijft een eind naar het noorden en loopt daar vast. De ijsschots blijft daar meestal 10 jaar liggen en breekt daarna los, drijft verder naar het noorden en smelt uiteindelijk, waarna de cyclus opnieuw begint.

## IJsschotsen op rivieren
De ijsschotsen die op rivieren voorkomen, zijn gewoonlijk afgebroken stukken drijfijs. Deze kunnen soms een gevaar vormen voor bruggen. Ze kunnen namelijk tussen twee pijlers blijven hangen, waardoor grote belasting op een dergelijk bouwwerk wordt geleverd.

## Galerij

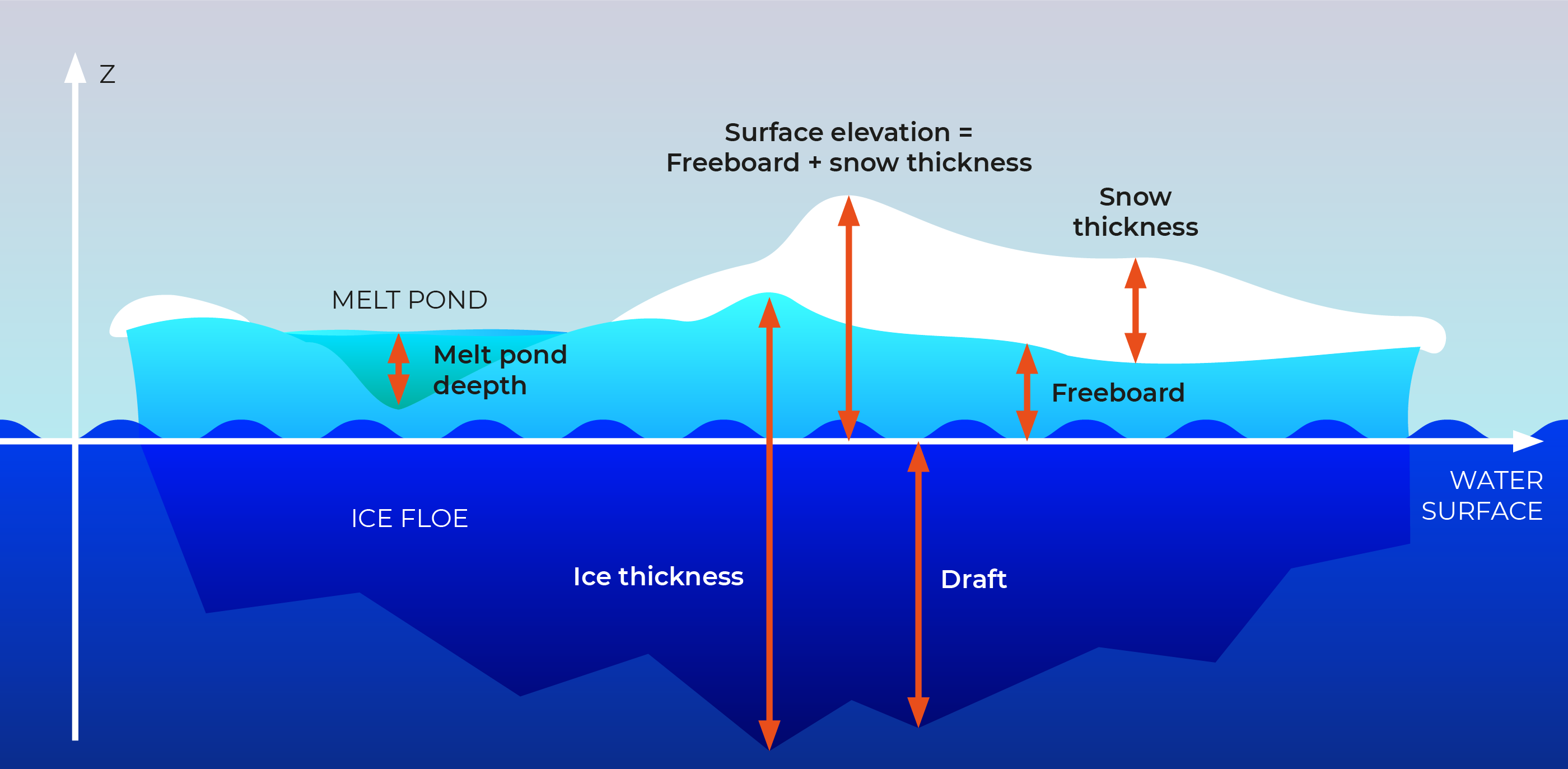
Parameters voor het meten van een ijsschots
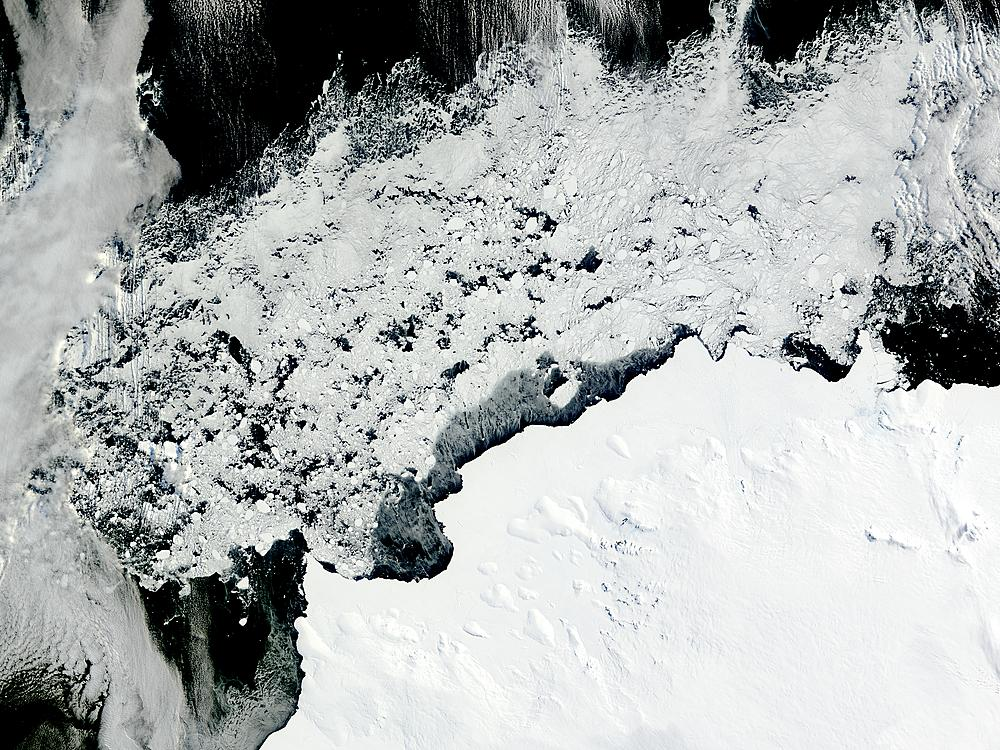
IJsschotsen in de Antarctische Rosszee
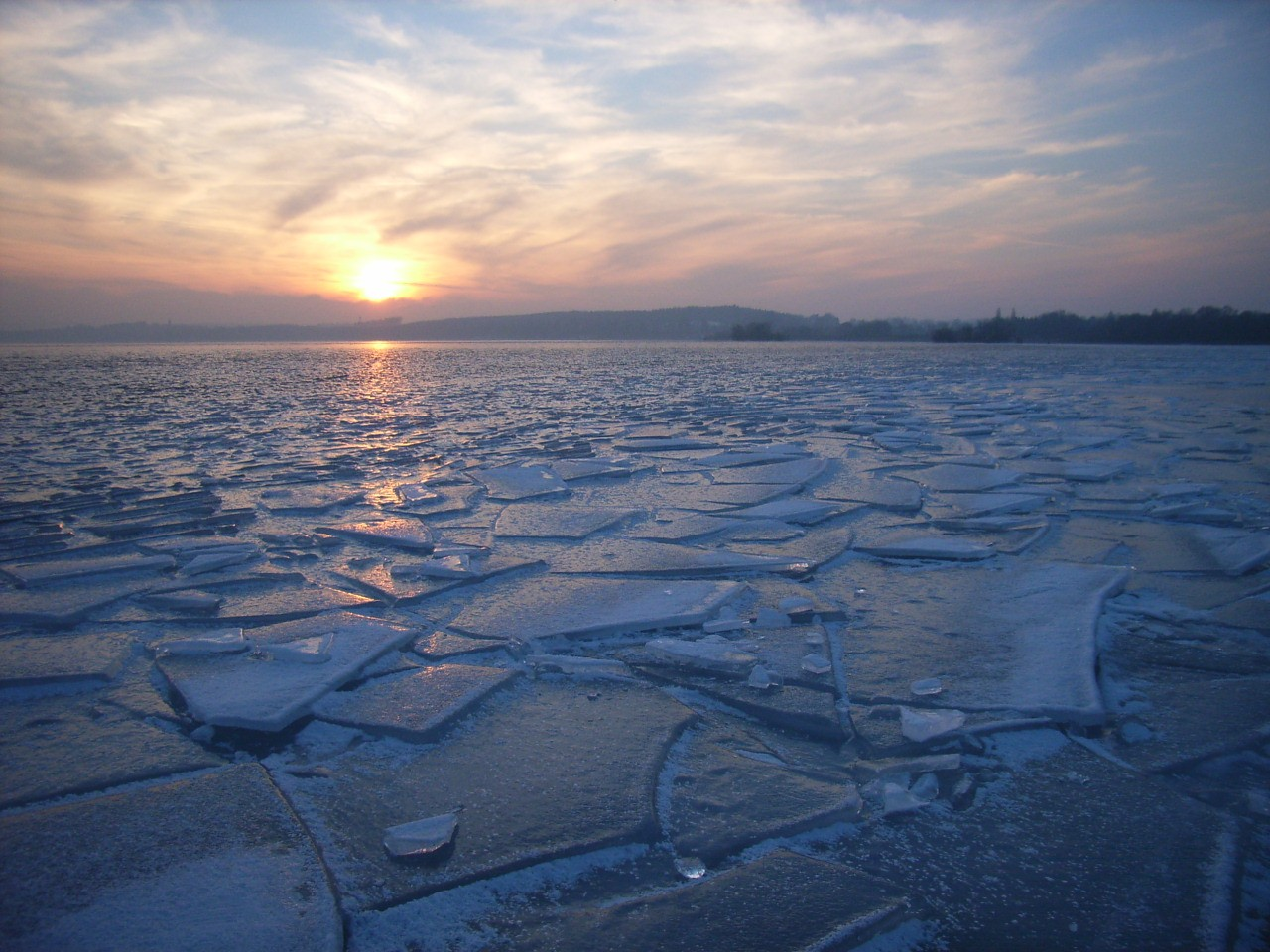
IJsschotsen op de Duitse Ammersee